# Хюберс, Тимо
Ти́мо Бернд Хю́берс (нем. Timo Bernd Hübers; род. 20 июля 1996, Хильдесхайм) — немецкий футболист, защитник и капитан клуба «Кёльн».

## Клубная карьера
Футболом начал заниматься в команде «Хильдезия Дикхольцен» из своего родного города Хильдесхайма. В 2008 году перебрался в «Ганновер 96», где начал выступать за команды различных возрастов. В составе команды U19 два года подряд в сезонах 2013/14 и 2014/15 становился серебряным призёром юниорского чемпионата Германии, проведя в общей сложности 46 игр и забив 6 мячей.
Первым профессиональным клубом в карьере Хюберса стала вторая команда «Кёльна», выступающая в региональной лиге «Запад», четвёртом по уровню дивизионе Германии. Первый матч сыграл 2 августа 2015 года с «Фельбертом», завершившийся нулевой ничьей. 22 сентября забил свой первый и единственный гол в сезоне в ворота «Рот-Вайсса». В декабре получил серьёзную травму и был вынужден пропустить треть сезона, вернувшись на поле только в середине апреля.
Летом 2016 года Хюберс вернулся в «Ганновер 96». Перед началом сезона получил ещё одну травму — разрыв крестообразных связок, в связи с чем выбыл из строя практически на год. Первый матч после травмы сыграл только 8 мая 2017 года за вторую команду. В 32-м туре региональной лиги «Север» с «Вольфсбургом» он вышел в стартовом составе и отыграл все 90 минут.
В следующем сезоне Тимо первую часть сезона выступал в основном за вторую команду в региональной лиге. Весной 2018 года главный тренер основной команды Андре Брайтенрайтер стал привлекать его к занятиям с основой. 14 апреля Хюберс дебютировал в Бундеслиге. Он вышел на поле в стартовом составе в матче со «Штутгартом», который его команда сумела свести вничью в компенсированное время. Всего в сезоне на счету защитника 5 игр, в которых он заработал две жёлтые карточки.
В августе 2018 года на предсезонном сборе в Австрии в одном из единоборств на тренировке он почувствовал боль в колене. Обследование показало, что он получил разрыв крестообразной связки другого колена. Травма вынудила его пропустить полностью сезон 2018/19. В феврале 2019 Хюберс приступил к восстановительным тренировкам, но на первой же из них почувствовал дискомфорт в травмированном колене, после чего ему была сделана операция. В октябре он перенёс ещё одну операцию, после которой приступил к тренировкам только в начале 2020 года.
Возвращение в большой футбол после более чем полуторагодичного перерыва произошло 23 февраля 2020 года. «Ганновер», вылетевший в предыдущем сезоне во вторую Бундеслигу, играл на выезде с «Арминией». Хюберс провёл на поле всю встречу полностью, а его команда уступила с минимальным счётом 0:1. 3 марта Тимо забил первый мяч за основную команду, положив начало разгрому «Нюрнберга».
11 марта пресс-служба «Ганновера» сообщила, что Хюберс сдал положительный тест на коронавирус. Тимо стал первым футболистом в Германии, у которого был обнаружен этот вирус. Он самостоятельно отправился на домашний двухнедельный карантин, а все представители клуба были проверены на заболевание.

## Статистика выступлений

### Клубная статистика
| Выступление      | Выступление               | Выступление      | Лига | Лига | Кубки | Кубки | Конт.кубки | Конт.кубки | Итого | Итого |
| Клуб             | Лига                      | Сезон            | Игры | Голы | Игры  | Голы  | Игры       | Голы       | Игры  | Голы  |
| ---------------- | ------------------------- | ---------------- | ---- | ---- | ----- | ----- | ---------- | ---------- | ----- | ----- |
| Кёльн II         | Региональная лига «Запад» | 2015/16          | 21   | 1    | 0     | 0     | —          | —          | 21    | 1     |
| Кёльн II         | Итого                     | Итого            | 21   | 1    | 0     | 0     | 0          | 0          | 21    | 1     |
| Ганновер II      | Региональная лига «Север» | 2016/17          | 2    | 0    | 0     | 0     | —          | —          | 2     | 0     |
| Ганновер II      | Региональная лига «Север» | 2017/18          | 15   | 1    | 0     | 0     | —          | —          | 15    | 1     |
| Ганновер II      | Итого                     | Итого            | 17   | 1    | 0     | 0     | 0          | 0          | 17    | 1     |
| Ганновер 96      | Бундеслига                | 2017/18          | 5    | 0    | 0     | 0     | —          | —          | 5     | 0     |
| Ганновер 96      | Бундеслига                | 2018/19          | 0    | 0    | 0     | 0     | —          | —          | 0     | 0     |
| Ганновер 96      | Вторая Бундеслига         | 2019/20          | 3    | 1    | 0     | 0     | —          | —          | 3     | 1     |
| Ганновер 96      | Итого                     | Итого            | 8    | 1    | 0     | 0     | 0          | 0          | 8     | 1     |
| Всего за карьеру | Всего за карьеру          | Всего за карьеру | 46   | 3    | 0     | 0     | 0          | 0          | 46    | 3     |